# Pilewice
Pilewice – wieś w Polsce położona w województwie kujawsko-pomorskim, w powiecie chełmińskim, w gminie Stolno.

## Podział administracyjny
W latach 1975–1998 miejscowość administracyjnie należała do województwa toruńskiego.

## Demografia
Według Narodowego Spisu Powszechnego (III 2011 r.) wieś liczyła 71 mieszkańców. Jest najmniejszą miejscowością gminy Stolno.